# Vicente Albornoz
Vicente Albornoz Guarderas (Quito, 1969) es un economista y periodista ecuatoriano.

## Legislador en el Congreso Nacional del Ecuador
Fue Diputado Alterno por la Provincia de Pichincha (agosto de 1998 - enero de 2000) y luego Diputado principal (enero de 2000 - enero de 2003) al reemplazar al Diputado Pedro Pinto cuando este fue elegido Vicepresidente del Ecuador.
Durante su período en el Congreso Nacional del Ecuador participó en la discusión de varias leyes económicas, especialmente la "Ley de Responsabilidad Fiscal" que creó un fondo de ahorro público con los ingresos provenientes del petróleo.

## Investigación económica y actividad periodística
Entre 2004 y 2012 fue director de Cordes, un centro de investigación económica con sede en Quito. En él ha publicado 4 libros sobre temas fiscales en el Ecuador.
Tiene una columna semanal en Diario El Comercio de Quito, es el presentador del segmento televisivo "Economía para todos" en el canal ecuatoriano Teleamazonas y uno de los conductores del  programa de radio "Clarito está" en la cadena "Radio Democracia".
Desde de julio de 2012 es Decano de la Facultad de Ciencias Económicas y Administrativas (FACEA) de la Universidad de las Américas (Ecuador).
El 9 de junio de 2020 fue nombrado miembro del Consejo Asesor en Materia Económica del gobierno ecuatoriano, una función ad honorem que consiste en aconsejar al Presidente y al Ministerio de Economía y Finanzas de su país.